# Stanisław Siedlecki (polityk)
Stanisław Grzymała Siedlecki, ps. Eustachy, Erazm, Stach, Grzymała, Kometa (ur. 19 lutego 1877 w Simiach, zm. 17 września 1939) – polski polityk, działacz społeczny, senator I i IV kadencji w II RP.

## Życiorys
Urodził się 19 lutego 1877 we wsi Simie w guberni włodzimierskiej. Działalność polityczną rozpoczął już w gimnazjum w Złotopolu, tworząc organizację patriotyczno-rewolucyjną. Z tego powodu w 1894 został wydalony ze szkoły. W 1900 uzyskał dyplom inżyniera chemii na Politechnice Lwowskiej. Był współtwórcą tajnej organizacji Promień, współredagował od 1898 miesięcznik "Promień" (Lwów-Kraków). Od 1899 rozpoczął działalność w Polskiej Partii Socjalistycznej (PPS), w latach 1905–1906 był pracownikiem Techniki Centralnej, kierował pracą tajnej drukarni partyjnej PPS w Warszawie. W 1906 został członkiem Centralnego Komitetu Robotniczego PPS, po jego rozłamie wszedł w skład PPS – Frakcji Rewolucyjnej. Był bliskim współpracownikiem Józefa Piłsudskiego.
Od 1914 znalazł się w szeregach oddziałów strzeleckich, sprawował funkcję cywilnego komisarza na Starachowice i Ostrowiec Świętokrzyski, w Kielcach nawiązał współpracę z Legionami. Był komisarzem Polskiej Organizacji Narodowej w 1914 roku. Skierowany do prowadzenia propagandy Legionów za granicą. W 1915 został przedstawicielem Departamentu Wojskowego Naczelnego Komitetu Narodowego na terenie Łodzi. W okresie I wojny światowej związał się również z Polską Organizacją Wojskową. 
Od 1919 zamieszkał w Warszawie. Był jednym z czołowych działaczy ruchu prometejskiego. W 1920 został współtwórcą tygodnika "Przymierze" (1920–1921), następnie wraz z tzw. grupą "Przymierza" zainicjował w 1921 Związek Zbliżenia Narodów Odrodzonych. W 1926 wraz ze Stanisławem Korwin-Pawłowskim stworzył Instytut Wschodni w Warszawie, którego był prezesem do maja 1939. W 1928 został członkiem Klubu "Prometeusz" (filia paryskiej organizacji Prometeusz).
W latach 1925–1928 był prezesem zarządu Warszawskiej Spółdzielni Mieszkaniowej, od 1928 członkiem Rady Nadzorczej Społecznego Przedsiębiorstwa Budowlanego. Był również członkiem zarządu Towarzystwa "Nasz Dom" (zakład wychowawczy dla sierot).
Od 1927 był uczestnikiem poufnych narad elity sanacyjnej. Z ramienia PPS piastował mandat senatora I kadencji (1922–1927) i IV kadencji (1935–1938) z listy BBWR. W 1929 sprawował urząd komisarza Tarnopola. Z PPS wystąpił w 1931.
Na początku lat dwudziestych zaangażował się w działalność wolnomularską, przyjął imię zakonne Eustachy Przedpełski. W latach 1933–1935 był członkiem m.in. Wielkiego Trybunału Wielkiej Loży, a także poręczycielem przyjaźni Wielkiej Loży Bułgarii.
We wrześniu 1939 wraz z agendami państwowymi przedostał się na Wołyń. W obliczu agresji sowieckiej – prawdopodobnie 17 września 1939 – popełnił samobójstwo.

## Odznaczenia
- Krzyż Niepodległości (1932)[3]
- Złoty Krzyż Zasługi (1929)[4]
- Krzyż Kawalerski Orderu Legii Honorowej (1939)[5]
- Krzyż Oficerski Orderu Gwiazdy Polarnej (1938)[6]